# Américo Miguel Tesoriere
Américo Miguel Tesoriere, també citat com a Américo Tesorieri,(Buenos Aires, 18 de març de 1899 - 30 de desembre de 1977) fou un futbolista argentí dels anys 1910 i 1920.
Jugava a la posició de porter. Fou una de les primeres figures de Boca Juniors, club on debutà el 1916 a l'edat de 17 anys, reemplaçant Fabbiani, qui s'havia lesionat greument. Romangué al club fins al 1927, amb una breu estada el 1921 al club Sportivo del Norte. Disputà un total de 184 partits amb Boca en totes les competicions i guanyà onze títols, inclosos cinc títols de lliga.
Jugà amb la selecció argentina 38 partits i guanyà dues Copes Amèrica els anys 1921 i 1925. A més en les edicions del campionat de 1921 i 1924 no encaixà cap gol.

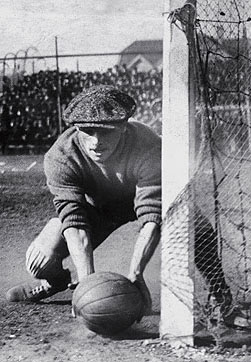
Américo Tesoriere en acció.

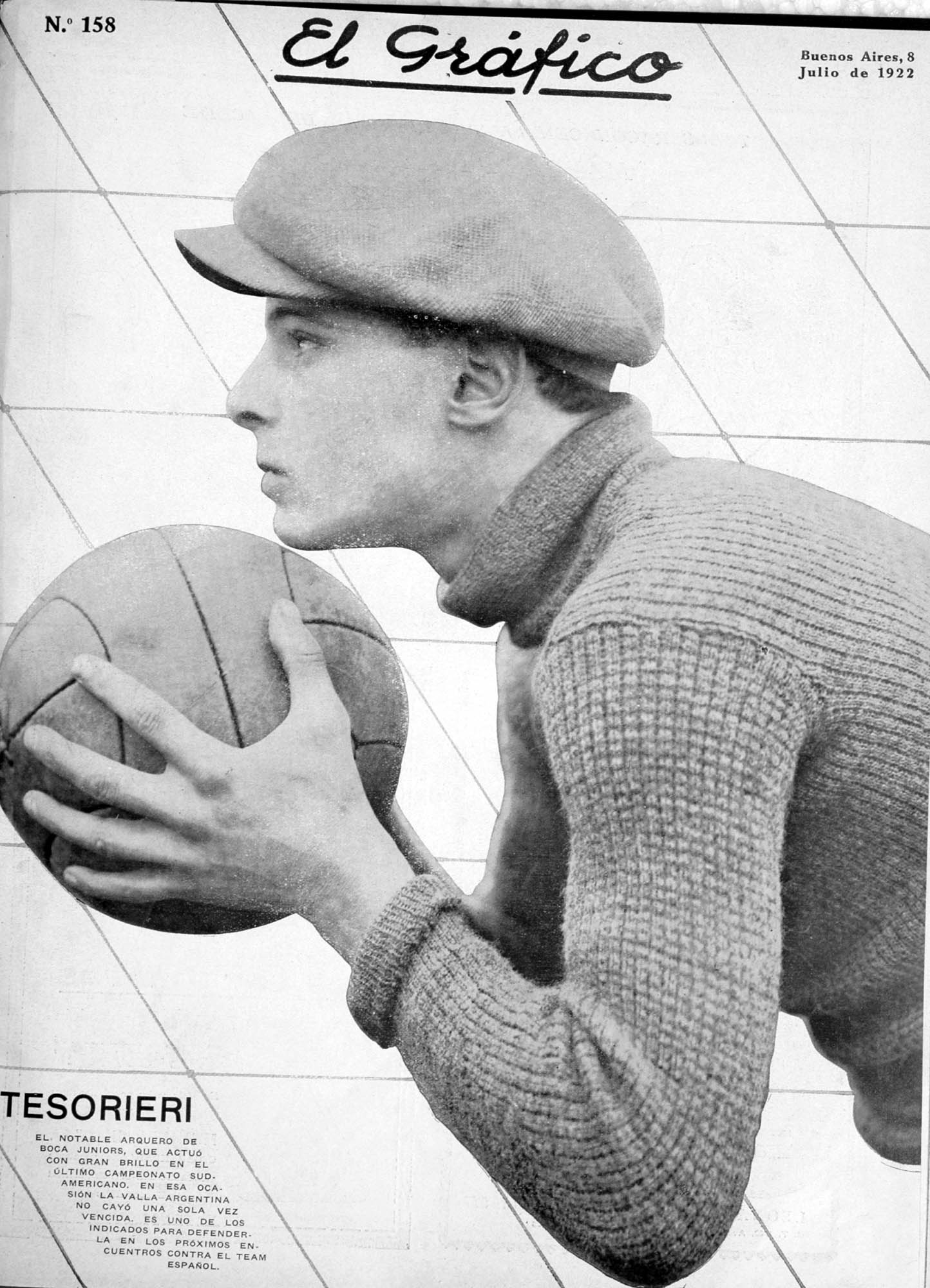
Tesoriere a El Gráfico n° 158 (jul 1922).

## Palmarès
- Campionat argentí de futbol: 
  - 1919, 1920, 1923, 1924, 1926
- Copa Competencia:
  - 1919, 1923, 1924
- Tie Cup: 
  - 1919
- Copa de Honor::
  - 1920
- Copa Estimulo: 
  - 1926
- Copa Amèrica de futbol:
  - 1921, 1925